# Ashraf Barhom
Ashraf Barhom (em árabe: أشرف برهوم , em hebraico: אשרף ברהום  ; nascido em 8 de janeiro de 1979) é um ator israelense. Ele estrelou os filmes The Kingdom, Paradise Now, By Any Means e The Syrian Bride.

## Biografia
Barhom cresceu em uma família árabe cristã em Israel, na região da Galileia, em uma pequena aldeia chamada Tarshiha. Ele frequentou a Universidade de Haifa, onde se formou em Teatro e Artes. Sobre sua herança étnica, Barhom disse:
Quando nos apegamos a identidades nacionais, entramos em um ciclo de conflito. Não escolhi onde nasci, quem serei ou como as pessoas me chamariam. Sou um híbrido, de uma perspectiva cultural, mas não penso nesses termos. Sou mais simples que isso. Sou um mamífero que viverá mais ou menos 70 anos, que acredita em Deus e gosta da sua vida.

## Carreira
Em 2007, ele atraiu muita atenção por aparecer ao lado de Jamie Foxx no filme The Kingdom. Desde então, ele apareceu em filmes israelenses como Ahava Colombianit (Amor Colombiano) e Lebanon. Ele também é notável por estrelar em Agora, retratando o monge Ammonius, no remake de Clash of the Titans de 2010 como Ozal, e na adaptação de Ralph Fiennes de 2011 de Coriolanus de Shakespeare. Em julho de 2013, foi anunciado que Barhom havia sido escalado para a série Tyrant da FX.

## Filmografia

### Filme
| Ano  | Título                 | Papel                  |
| ---- | ---------------------- | ---------------------- |
| 2002 | In the 9th Month       | Ahmad                  |
| 2004 | Ahava Colombianit      | Samir                  |
| 2004 | The Syrian Bride       | Marwan                 |
| 2005 | Paradise Now           | Abu-Karem              |
| 2007 | The Kingdom            | Colonel Faris Al Ghazi |
| 2009 | Agora                  | Ammonius               |
| 2009 | Lebanon                | 1st Phalangist         |
| 2010 | Clash of the Titans    | Ozal                   |
| 2011 | Coriolanus             | Cassius                |
| 2012 | Inheritance            | Marwan                 |
| 2012 | Zaytoun                | PLO Fighter            |
| 2014 | 300: Rise of an Empire | General Bandari        |
| 2014 | The Savior             | Judas Iscariot         |
| 2015 | The Idol               | Hehler - The Smuggler  |
| 2015 | Al munataf             | Radi                   |
| 2019 | Sayidat Al Bahr        | Amer                   |
| 2021 | The Stranger           |                        |
| 2021 | Farha                  | Abu Farha              |

### Televisão
| Ano       | Título         | Papel | Notas            |
| --------- | -------------- | ----- | ---------------- |
| 2013      | By Any Means   | Ahmed | Episódio 1.5     |
| 2014–2016 | Tyrant         | Jamal | 25 episódios     |
| 2025      | House of David | Doeg  | Elenco principal |